# Kecamatan Kubu (distrikt i Indonesien, Provinsi Bali)
Kecamatan Kubu är ett distrikt i Indonesien.   Det ligger i provinsen Provinsi Bali, i den sydvästra delen av landet, 1 000 km öster om huvudstaden Jakarta. Kecamatan Kubu ligger på ön Bali.